# Waldebert
Waldebert také svatý Waldebert, Gaubert, Valbert či Walbert (? – 668?) byl franský hrabě z Guînes, opat řádu svatého Kolumbána v Luxeuilu, který byl římskokatolickou a pravoslavnou církví kanonizován, stejně jako několik jeho příbuzných, kteří chránili a obohatili církev o pozemky, zároveň byli zakladateli klášterů. Jeho bratrem byl svatý Faron.
Stejně jako jeho předchůdce v Luxeuilu se narodil do šlechtické franské rodiny Hagnéricha Burgundského, který byl v 7. století členem vyšší aristokracie. Waldebert nejprve sloužil v armádě. Později se zasvětil kontemplativnímu životu a žil jako poustevník. Po smrti druhého opata kláštera v Luxeuilu svatého Eustasia byl v roce 628 zvolen třetím opatem kláštera.
Funkci opata kláštera vykonával čtyřicet let, během nichž klášterní škola vychovala nové franské aristokraty, kteří se stali novými biskupy Franské říše. Waldebert spojil řeholi svatého Benedikta s řeholi svatého Kolumbána. Od papeže Jana IV. získal nezávislost své komunity na biskupské kontrole a zvýšil velikost a prosperitu kláštera.
Jeho svátek je římskokatolickou církví ve Francii slaven 2. května. Jeho hagiografie je zařazena do kategorie Bibliotheca Hagiographica Latina 8775.